# Newarki Szabadító Miasszonyunk szír katolikus egyházmegye
A Newarki Szabadító Miasszonyunk szír katolikus egyházmegye a szír katolikus egyház egyetlen amerikai egyházmegyéje. Fennhatósága az egész országra kiterjed. Püspöki székvárosa ugyan Newark (New Jersey), de a székesegyháza Bayonne (New Jersey) városában található Szent József-székesegyház. Megyéspüspöke Júszuf Behnam Habas.

## Püspökei
- Efrem Josef Younan (1995. november 06. – 2009. január 20.), antiochiai szír katolikus pátriárkává kinevezve
- Júszuf Behnam Habas (2010. április 12. – ...)

## Szomszédos egyházmegyék
- Kanadai szír katolikus apostoli exarchátus (észak)

## Fordítás
- Ez a szócikk részben vagy egészben  a   Syriac Catholic Eparchy of Our Lady of Deliverance of Newark című angol Wikipédia-szócikk fordításán alapul.  Az eredeti cikk szerkesztőit annak laptörténete sorolja fel. Ez a jelzés csupán a megfogalmazás eredetét és a szerzői jogokat jelzi, nem szolgál a cikkben szereplő információk forrásmegjelöléseként.